# Народнодемократична партия (Турция)
Народнодемократичната партия (на турски: Demokratik Halk Partisi; на кюрдски: Partiya Gel a Demokratîk) е кюрдска националистическа политическа партия в Турция, изповядваща демократичен социализъм и ляв национализъм. Тя съществува в периода 1997–2005 г., неин председател е Тунджер Бакърхан. Партията е основана на 24 октомври 1997 г., тя е продължение на партия Народна демокрация, която е забранена през март 2003 г. от Конституционния съд, на основание, че подкрепя Кюрдската работническа партия. На последното си участие в парламентарни избори през ноември 2002 г. партията печели 6,2% от народния вот, като по този начин не достигна прага от 10% за получаване на представителство във Великото народно събрание на Турция.
На 17 август 2005 г. партията обявява че се слива с Движението за демократично общество, основано от Лейля Зана, с цел да формират Партията на демократичното общество.

## Резултати от избори
| Избори за Велико Народно събрание |           |      |
| Година                            | Гласове   | %    |
| 2002                              | 1 960 660 | 6.21 |